# Runway Overrun Prevention System
Das Runway Overrun Prevention System (ROPS) ist ein System in Airbus-Flugzeugen, das verhindern soll, dass das Flugzeug nach der Landung über das Ende der Landebahn hinausschießt.
Das ROPS berechnet kontinuierlich anhand von verschiedenen Parametern (zum Beispiel Position, Gewicht und Geschwindigkeit des Flugzeuges sowie Wind und Außentemperatur), ob das Flugzeug noch bis zum Ende der Landebahn gestoppt werden kann. Es gibt gegebenenfalls Warnungen an die Piloten aus, um diese bei ihrer Entscheidung zu unterstützen, ob durchgestartet oder aber der Bremsvorgang verstärkt werden sollte.